# U-396
| U-396                      | U-396                                                          | U-396                                                          |
| -------------------------- | -------------------------------------------------------------- | -------------------------------------------------------------- |
|                            |                                                                |                                                                |
|                            |                                                                |                                                                |
|                            |                                                                |                                                                |
| Під прапором               | Третій рейх                                                    | Третій рейх                                                    |
| Спуск на воду              | 27 серпня 1943 року                                            | 27 серпня 1943 року                                            |
| Виведений зі складу флоту  | 11 квітня 1945 року                                            | 11 квітня 1945 року                                            |
| Сучасний статус            | затоплений                                                     | затоплений                                                     |
| Проєкт                     |                                                                |                                                                |
| Тип ПЧ                     | Торпедний ДПЧ                                                  | Торпедний ДПЧ                                                  |
| Основні характеристики     |                                                                |                                                                |
| Швидкість (надводна)       | 17,7 вузла                                                     | 17,7 вузла                                                     |
| Швидкість (підводна)       | 7,6 вузла                                                      | 7,6 вузла                                                      |
| Робоча глибина занурення   | 100 м                                                          | 100 м                                                          |
| Гранична глибина занурення | 220 м                                                          | 220 м                                                          |
| Екіпаж                     | 45 осіб                                                        | 45 осіб                                                        |
| Розміри                    |                                                                |                                                                |
| Довжина найбільша (по КВЛ) | 67,1 м                                                         | 67,1 м                                                         |
| Ширина корпусу найб.       | 6,2 м                                                          | 6,2 м                                                          |
| Висота                     | 9,6 м                                                          | 9,6 м                                                          |
| Середня осадка (по КВЛ)    | 4,70 м                                                         | 4,70 м                                                         |
| Водотоннажність надводна   | 769 т                                                          | 769 т                                                          |
| Озброєння                  |                                                                |                                                                |
| Артилерія                  | одна палубна гармата калібру 88-мм, одна 20-мм зенітна гармата | одна палубна гармата калібру 88-мм, одна 20-мм зенітна гармата |
| Торпедно- мінне озброєння  | 4 носових і один кормовий ТА. 14 торпед                        | 4 носових і один кормовий ТА. 14 торпед                        |

U-396 — німецький підводний човен типу VIIC, часів Другої світової війни.
Замовлення на будівництво човна було віддане 20 січня 1941 року. Човен був закладений на верфі суднобудівної компанії «Howaldtswerke AG» у місті Кіль 6 червня 1942 року під заводським номером 28, спущений на воду 27 серпня 1943 року, 16 жовтня 1943 року увійшов до складу 5-ї флотилії. Також за час служби входив до складу 1-ї та 11-ї флотилій.
Човен зробив 5 бойових походів, в яких не потопив та не пошкодив жодного судна.
Зник безвісти після 11 квітня 1945 року в Північній Атлантиці південніше Ісландії. Всі 45 членів екіпажу вважаються зниклими безвісти.

## Командири
- Капітан-лейтенант Ернст-Гюнтер Унтергорст (16 жовтня 1943 — березень 1945)
- Капітан-лейтенант Гільмар Зімон (березень 1945 — 11 квітня 1945)